# حديقة نيفادو تريس كروسيس الوطنية
حديقة نيفادو تريس كروسيس الوطنية هي حديقة وطنية تقع في منطقة أتاكاما في تشيلي، شرق كوبيابو.
الحديقة مقسمة إلى منطقتين، المنطقة الشمالية تشمل الجزء الجنوبي من سالار دي ماريكونجا ولاجونا سانتا روزا، والمنطقة الجنوبية لاغونا ديل نيغرو فرانسيسكو.